# Lesotho National Olympic Committee
Das Lesotho National Olympic Committee ist das Nationale Olympische Komitee, das Lesotho vertritt. Es wurde 1971 gegründet und 1972 vom Internationalen Olympischen Komitee offiziell anerkannt. Seit 2009 ist die ehemalige lesothische Tischtennisspielerin Matlohang Moiloa-Ramoqopo die Präsidentin des Komitees.